# Travers de porc

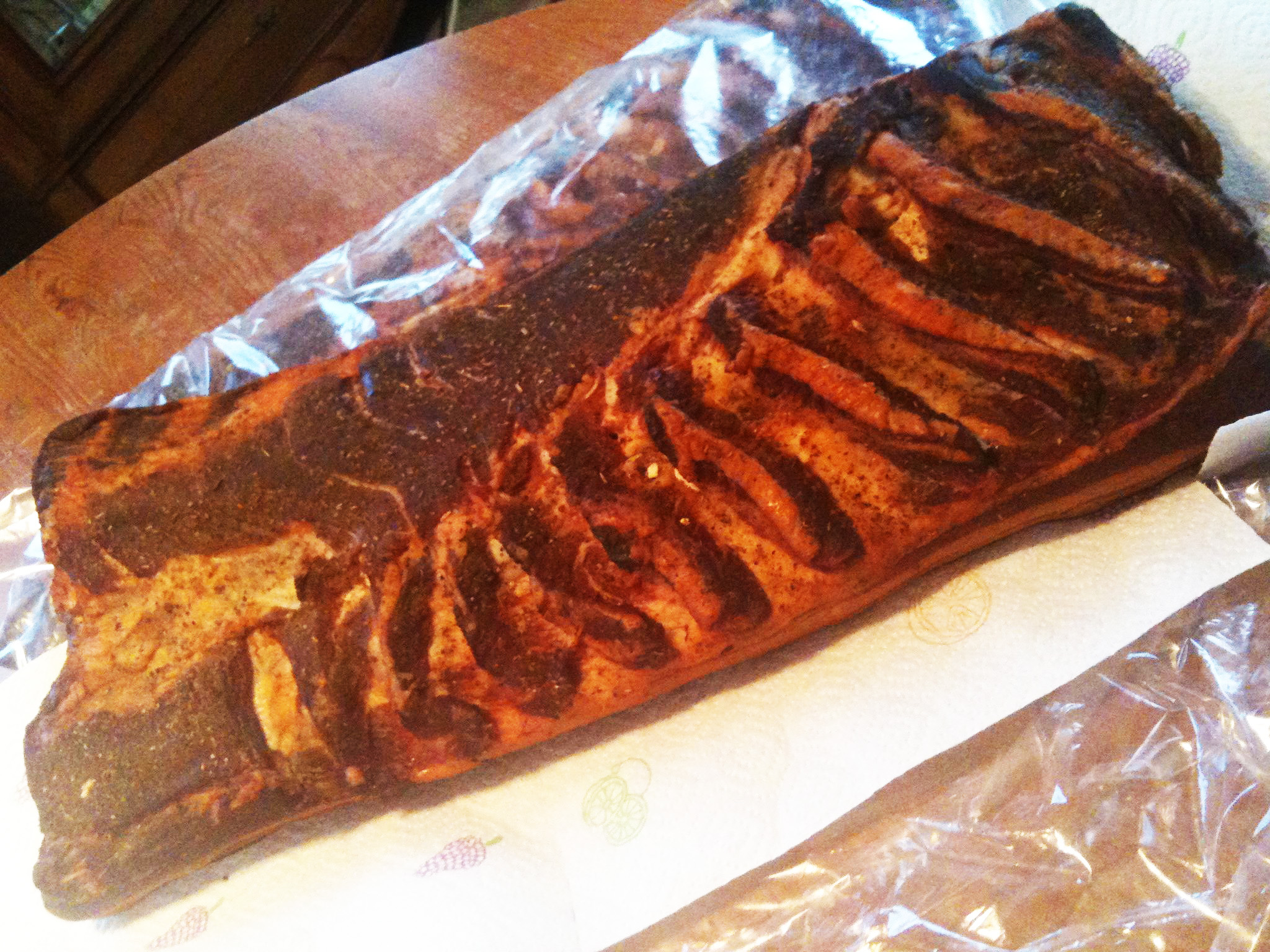
Travers de porc boucané façon guyanaise.

Le travers de porc est un morceau de viande de porc et de découpe en boucherie, qui correspond aux côtes de l'animal présentes au niveau de la cage thoracique en dessous des membres antérieurs.

## Préparation
Le travers de porc se prépare en plats mijotés dans les cuisines européennes, boucané ou fumé dans la cuisine guyanaise et la cuisine réunionnaise, grillés, particulièrement dans le paigu (排骨, páigǔ) de la cuisine chinoise et les côtes levées des barbecues américains.

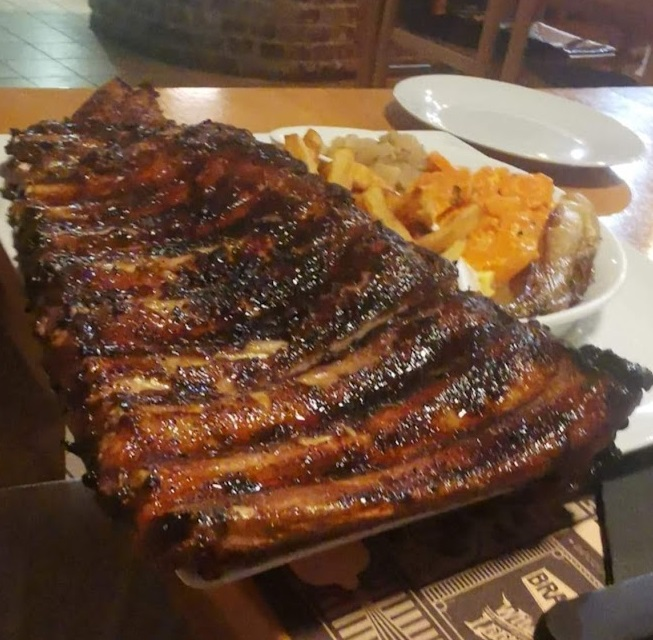
Travers de porc au miel.

Dans la cuisine chinoise, on trouve également le kou rou et le porc Dongpo qui utilise les travers débarrassés de leurs os, et cuits à la vapeur pendant plusieurs heures, rendant la viande fondante dans la bouche. Ce plat a été adapté dans la cuisine japonaise sous le nom de kakuni.